# Launceston Steam Railway
| Lokomotive Covertcoat der Launceston Steam Railway am Endbahnhof in Newmills |                     |                                             |                 |
| Streckenlänge: | 4 km                |                                             |                 |
| Spurweite: | 597 mm (Schmalspur) |                                             |                 |
| |                     |                                             |                 |
| \| \| \| North Cornwall Railway zur Halwill Junction \| \| \| \| \| Launceston \| \| \| \| \| \| \| \| \| \| Mill leat \| \| \| \| \| River Kensey \| \| \| \| \| \| \| \| \| \| Farm Crossing \| \| \| \| \| Hunt’s Crossing \| \| \| \| \| \| \| \| \| \| Farm Crossing \| \| \| \| \| Canna Park \| \| \| \| \| \| \| \| \| \| Newmills \| \| \| \| \| North Cornwall Railway nach Padstow \| \| |                     |                                             |                 |
| |                     | North Cornwall Railway zur Halwill Junction |                 |
| U-Bahn-Bahnhof |                     | Launceston                                  | Launceston      |
| U-Bahn-Strecke mit Straßenbrücke |                     |                                             |                 |
| U-Bahn-Strecke mit Straßenbrücke |                     | Mill leat                                   | Mill leat       |
| U-Bahn-Brücke über Wasserlauf |                     | River Kensey                                | River Kensey    |
| U-Bahn-Brücke |                     |                                             |                 |
| U-Bahn-Bahnübergang |                     | Farm Crossing                               | Farm Crossing   |
| U-Bahn-Haltepunkt / Haltestelle |                     | Hunt’s Crossing                             | Hunt’s Crossing |
| U-Bahn-Brücke |                     |                                             |                 |
| U-Bahn-Bahnübergang |                     | Farm Crossing                               | Farm Crossing   |
| U-Bahn-Haltepunkt / Haltestelle |                     | Canna Park                                  | Canna Park      |
| U-Bahn-Brücke |                     |                                             |                 |
| U-Bahn-Bahnhof |                     | Newmills                                    | Newmills        |
| |                     | North Cornwall Railway nach Padstow         |                 |

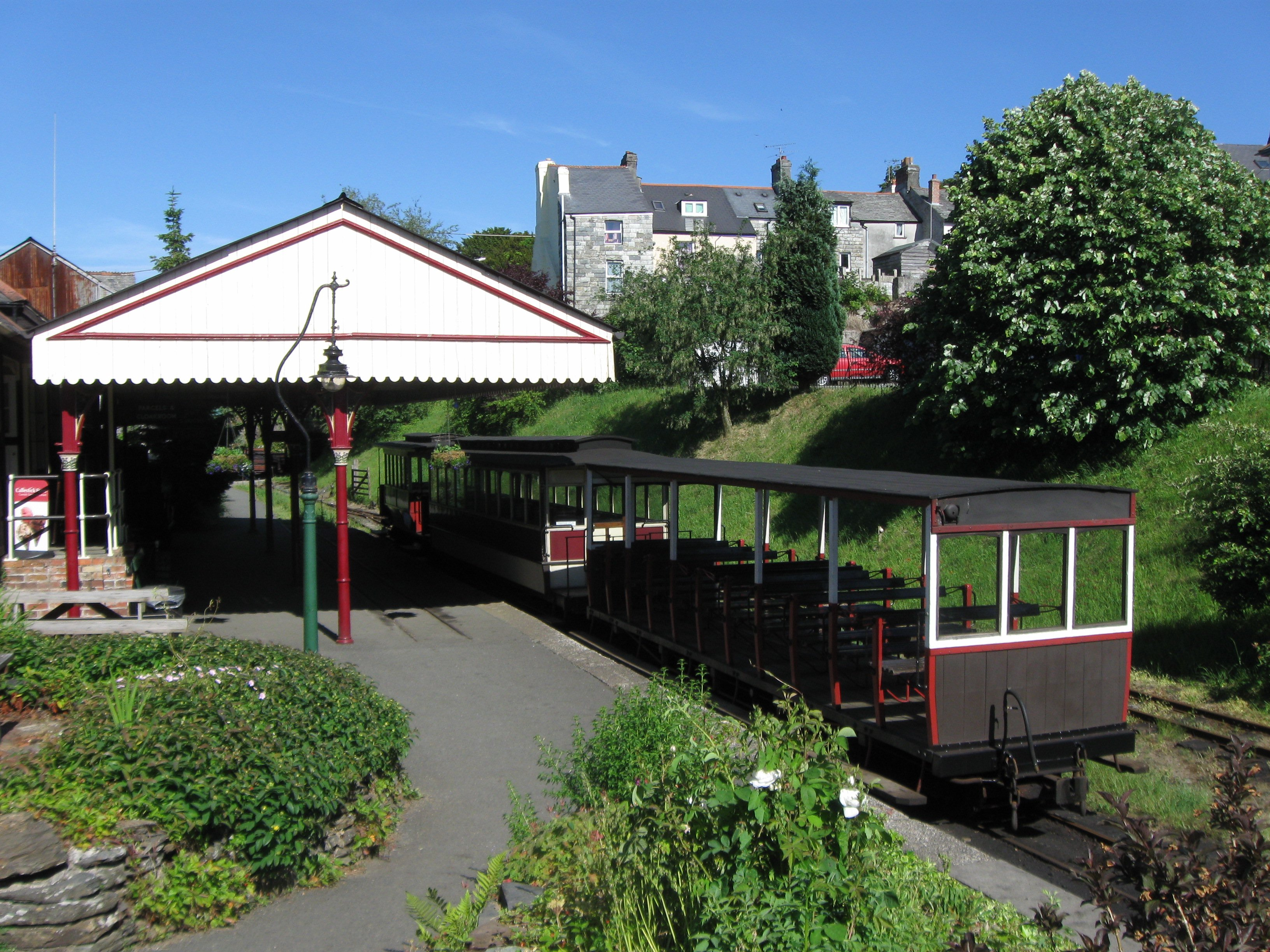
Der Bahnhof in Launceston. Das Gleis auf dem überdachten Bahnsteig wird im Winter zum Unterstellen von Waggons genutzt.

Die Launceston Steam Railway ist eine privat betriebene Museumsbahn in Launceston in Cornwall, England. Die Schmalspurbahn wird mit Dampflokomotiven auf einer Spurweite von 597 mm betrieben. Die etwa 4 km lange Strecke verläuft auf einem Teil der Trasse der ehemaligen North Cornwall Railway, die später von der London and South Western Railway übernommen und in den 1960er Jahren von den British Railways stillgelegt wurde.

## Geschichte
Gegründet wurde die Eisenbahn von Nigel Bowman, der in den 1960er Jahren die Lokomotive Lilian gekauft und auf eigene Faust restauriert hatte. Nachdem er sie ab und zu auf dem Grundstück eines Freundes gefahren hatte, entschloss er sich, seine Laufbahn als Lehrer aufzugeben und eine eigene Eisenbahn zu gründen. Nach einer längeren Suche nach einer geeigneten Strecke fand er 1971 in Launceston Unterstützung vom Stadtrat, und der Kauf von Grundstücken begann – ein kompliziertes Unterfangen, das zwölf Jahre in Anspruch nahm.
Die ersten 800 m Strecke wurden am 26. Dezember 1983 eröffnet. Seitdem wurde die Strecke mehrfach erweitert und erreichte im Jahr 1995 ihre heutige Länge von 4 km. Das Vordach des Bahnhofs stammt von einem ehemaligen Bahnhof in Tavistock (Devon) und wurde 1986/87 errichtet.
2010 war geplant, die Strecke um etwa 3 km nach Egloscarry zu verlängern. Der notwendige Kauf der Grundstücke ist jedoch noch nicht abgeschlossen (Stand 2018).

## Lage und Verlauf

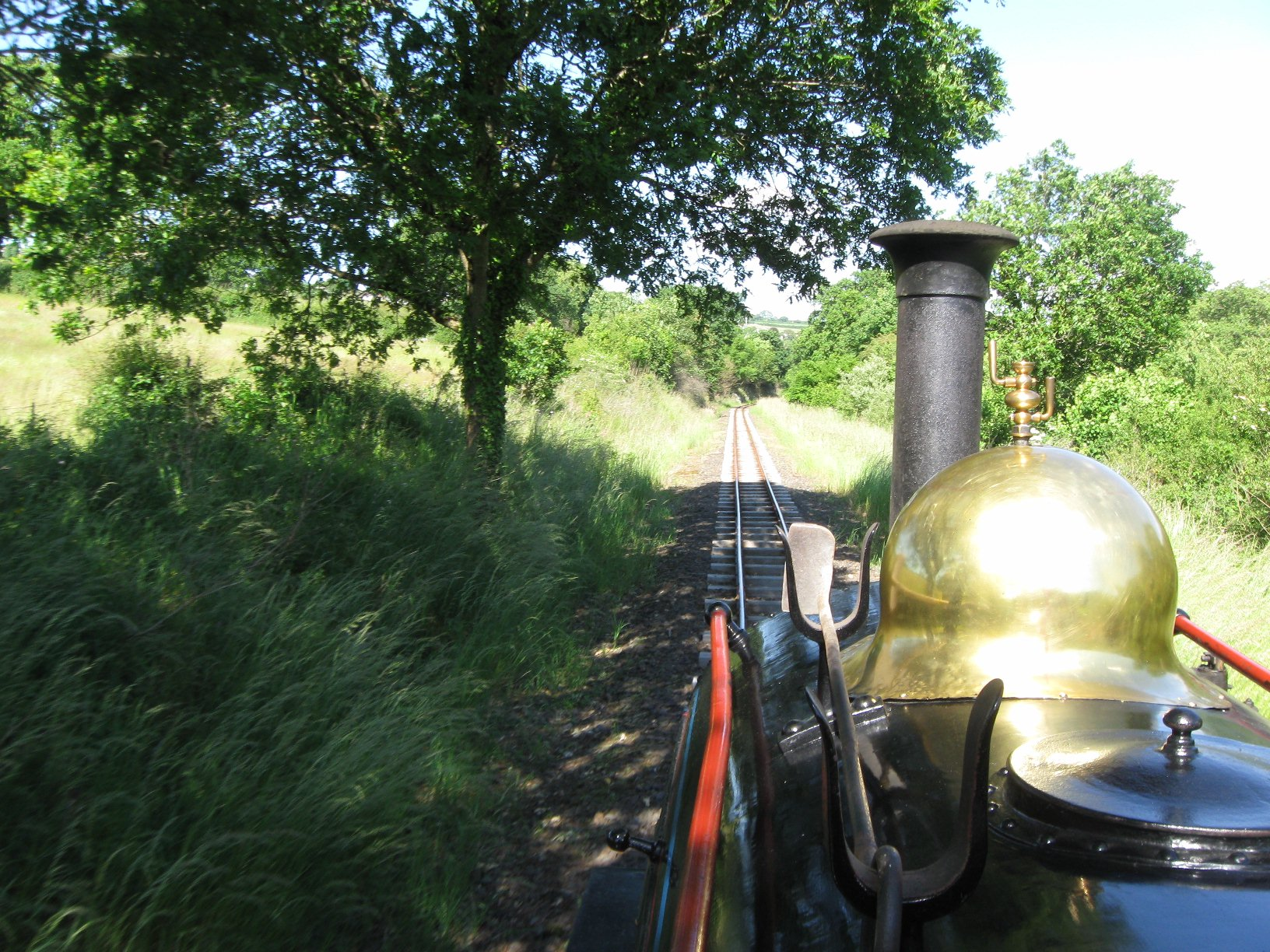
Typischer Streckenabschnitt

Der Ausgangspunkt der Strecke befindet sich nahe dem ehemaligen Bahnhof der London and South Western Railway in Launceston. Vom ursprünglichen Bahnhof ist fast nichts mehr erhalten; auf seinem Gelände befindet sich heute unter anderem der Parkplatz der Launceston Steam Railway. Der aktuelle Bahnhof liegt etwas weiter westlich auf dem Gelände eines ehemaligen Gaswerks, von dem auch die Werkstatt- sowie ein Museumsgebäude stammen, in dem alte Motorräder und andere Fahrzeuge ausgestellt sind.
Ausgehend von Launceston verläuft die Strecke in westlicher Richtung und unterquert dabei eine Straße und anschließend das gusseiserne Aquädukt eines Mühlgrabens. Das Flüsschen Kensey wird auf einer zweibogigen Steinbrücke überquert. Die Bahn verläuft fast auf der gesamten Strecke zwischen Wiesen und Feldern, und etwa auf halber Strecke befindet sich ein Bedarfshaltepunkt, der vor allem von Wanderern genutzt wird. In unmittelbarer Nähe des Endbahnhofs liegt der Newmills Farm Park, eine Erlebnisfarm.

## Fahrzeuge

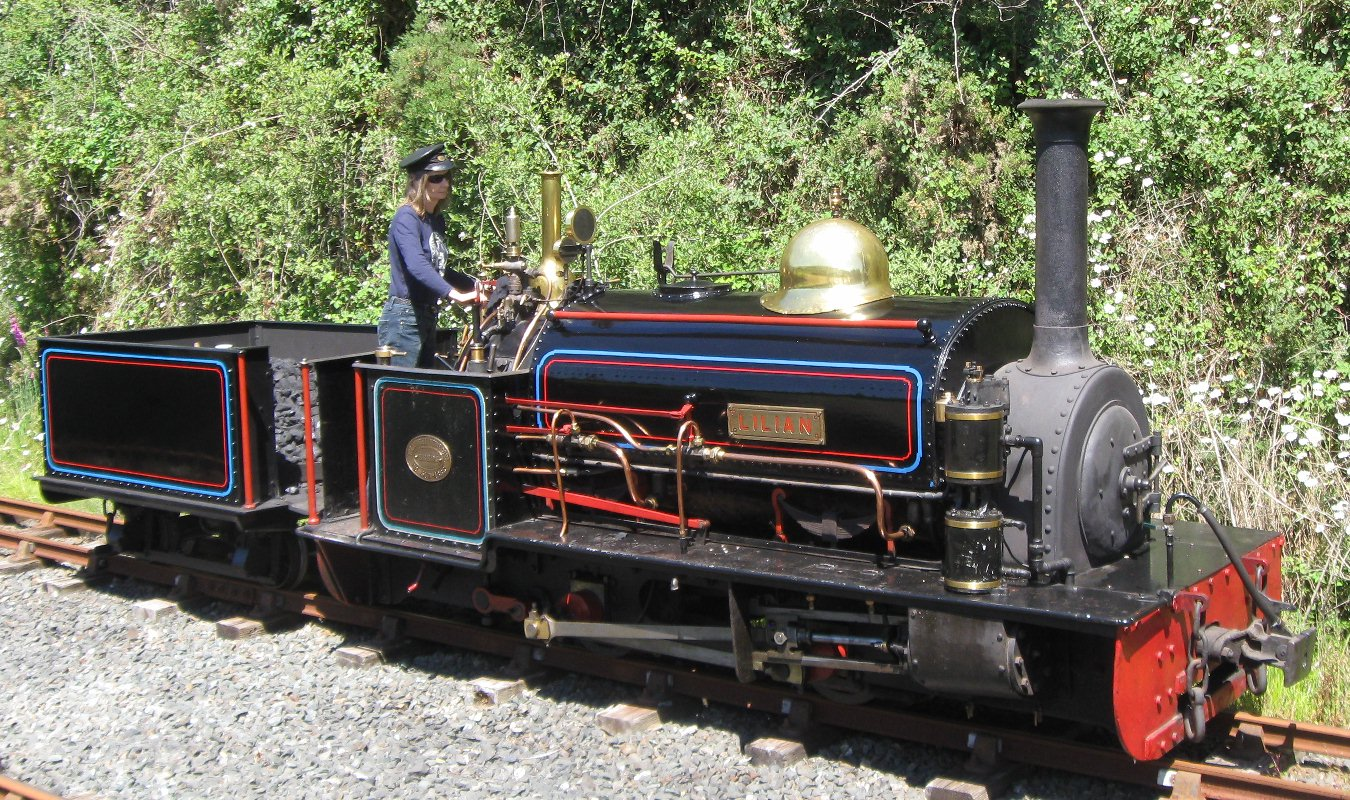
Lilian, die erste Lokomotive der Bahn und Anlass ihrer Entstehung

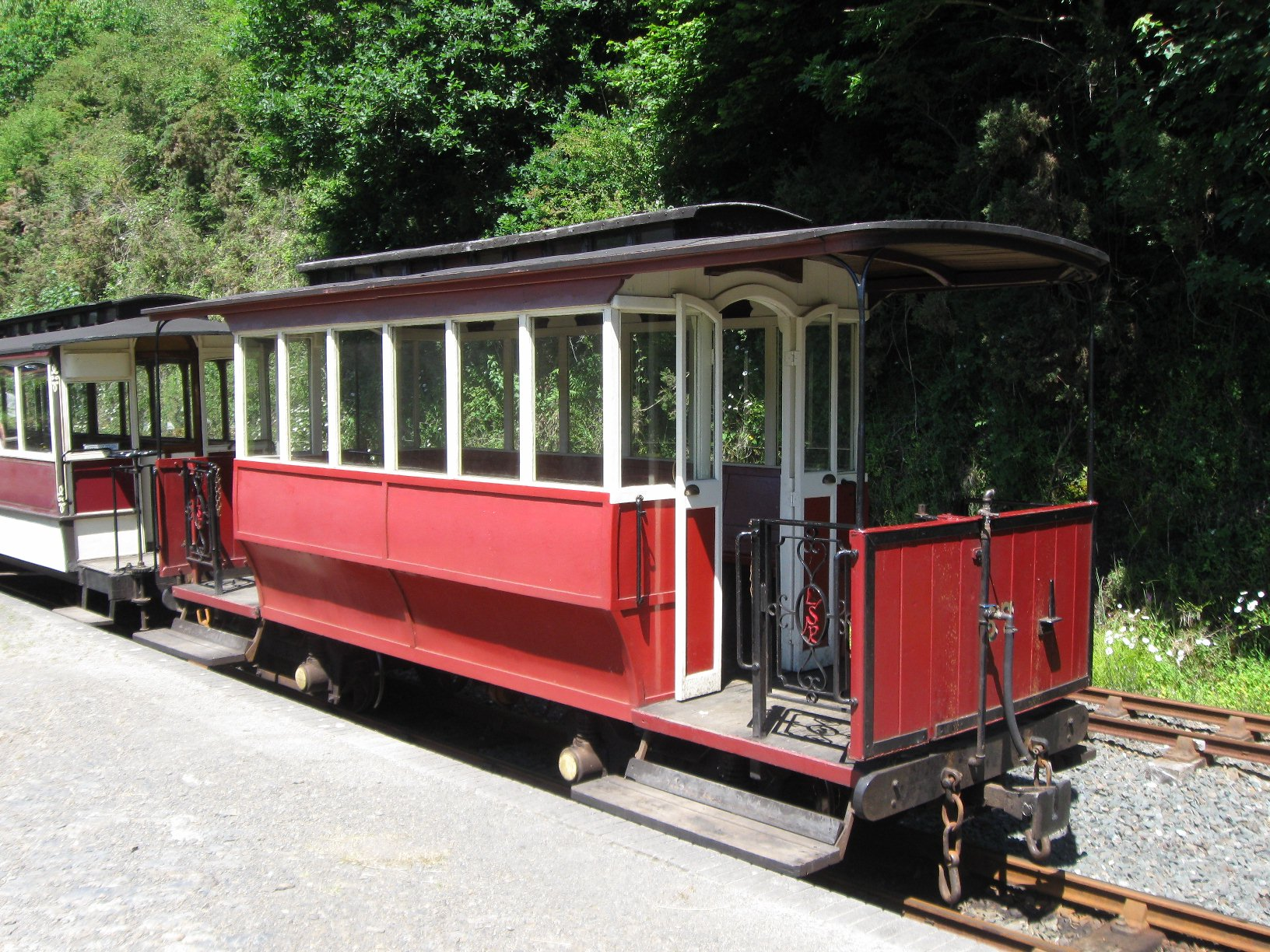
Personenwagen

Die Bahn verfügt derzeit über drei Dampflokomotiven, Lilian, Covertcoat und Velinheli, von denen letztere in Privatbesitz ist. Eine vierte Lokomotive, Dorothea, ist seit 2012 nach einer umfangreichen Restaurierung wieder im Einsatz. Alle vier Lokomotiven sind Quarry Hunslets, die ursprünglich für den Betrieb in walisischen Schiefersteinbrüchen gebaut worden waren. Covertcoat und Lilian wurden nachträglich mit kleinen Schlepptendern ausgestattet.
Des Weiteren stehen eine kleine Diesellokomotive für Rangierarbeiten sowie eine batteriebetriebene und eine dieselelektrische Draisine zur Verfügung.
Die Personenzüge werden derzeit ausschließlich mit Dampflokomotiven gezogen, allerdings befindet sich ein dieselelektrischer Triebwagen in Bau, dessen Antriebsdrehgestell aus Teilen eines Triebwagens der ehemaligen London Post Office Railway besteht (Nr. 42, Baureihe 1930). Ein zweiter Post-Office-Triebwagen (Nr. 38) befindet sich ebenfalls im Besitz der Bahn und soll im Museum ausgestellt werden.
Neben einigen Güterwagen stehen zwei offene und zwei geschlossene Personenwagen zur Verfügung, die überwiegend im Eigenbau entstanden, z. T. jedoch an historische Vorbilder angelehnt sind.

## Sonstiges
Auf einem angrenzenden Grundstück liegen freigelegte Ruinen des ehemaligen Klosters von Launceston, die von einem der Lokschuppen aus betrachtet werden können, in dem sich auch Informationstafeln befinden.